# Джапаридзе, Трифон Михайлович
Трифон Михайлович Джапаридзе (груз. ტრიფონ იასონის ძე ჯაფარიძე; 7 [19] ноября 1876 или 7 ноября 1876, Хреити, Шорапанский уезд, Кутаисская губерния — 1937, Кутаиси) — грузинский общественный деятель, публицист, основатель Кутаисского историко-этнографического общества (1911—1921) и первый директор Кутаисского исторического музея (1921—1930).

## Биография
Родился 7 (19) ноября 1876 года в селе Хреити, Шорапанского уезда Кутаисской губернии в семье обедневшего дворянина Михаила Джапаридзе и его супруги Пелагии Чичинадзе, дочери священнослужителя протоиерея Алексия Чичинадзе.
В 1891 году окончил Кутаисское духовное училище, в 1898 году — Тифлисскую духовную семинарию, а в 1902 году — Киевскую духовную академию со степенью кандидата богословия. В годы учёбы в Киевской духовной академии, был избран одном из руководителей грузинского землячества в Киеве и на заседаниях общества прочитал ряд подготовленных им лекций на актуальные темы. В церковном акедемическом музее под руководством профессора Петрова занимался изучением музейного дела, историей и церковной археологией. В научно-историческом обществе имени Нестора Летописца регулярно слушал доклады на историческую тематику.
В 1902 году был определён преподавателем в Кутаисское женское епархиальное училище.
В 1903 году вступил в брак с Ольгой Кубанеишвили, дочерью епископа Кутаисского Нестора (Кубанеишвили), выпускницей Заведения святой Нино, владеющей несколькими иностранными языками. В семье позднее родилось восемь детей.
В 1903 году назначен инспектором Ставропольской духовной семинарии, а в 1904 году — а в 1904 году — преподавателем в Черниговское духовное училище.
В 1905 году, в связи с семейными сложностями, написал прощение о переводе его в Кутаиси в связи с чем был назначен инспектором Кутаисского духовного училища.
В 1905 году исполняющим обязанности губернатора Кутаисской губернии был назначен В. А. Старосельский (участник революционного движения, позднее — большевик). Под его руководством в Кутаиси был создан Союз и бюро революционно настроенных учителей, в числе семерых активистов оказался и Трифон Джапаридзе. Организация была разоблачена, а её члены понесли наказания — Трифон был направлен с понижением на должность преподавателя в город Пинск. Возвращение в Кутаиси произошло лишь в 1908 году, когда ему вновь разрешили преподавать в Кутаисском женском епархиальном училище и Кутаисской грузинской дворянской гимназии.
В 1910 году он был назначен инспектором в женское училище имени Гавриила в Имеретинской епархии. В 1917 году училище было преобразовано в гимназию и Трифон Джапаридзе получил должность директора гимназии.
В 1917 году был создан Кутаисский исполком в составе которого Трифон принимал активное участие, защищая памятники истории и культуры, которым грозило разрушение или уничтожение.
С 1911 по 1921 год был председателем правления Историко-этнографического общества Грузии, собирая материалы для исторического музея. Читал лекции в Кутаисском народном университете, а позднее на краеведческом факультете Кутаисского педагогического института имени А. Цулукидзе.
С 1921 по 1930 год был первым директором новосозданного Кутаисского историко-этнографического музея. 1923 году спас от уничтожения, спрятав в музее от членов так называемого «Союза безбожников», останки (мощи) братьев Мхеидзе, героически погибших в борьбе с арабскими захватчиками.
В 1937 году был арестован. Следствие интересовалось его связями с Еквтимэ Такаишвили и Нико Николадзе. Возможно, на него воздействовали силовыми методами, так как скончался он в тюремной больнице. 26 декабря 1956 года Верховный суд СССР, по просьбе детей репрессированного Акакия (Како) и Риммы Джапаридзе, пересмотрел дело, постановив: «Дело о привлечении к ответственности Джапаридзе Трифона Михайловича по статьям 58.10 и 58.11 Уголовного кодекса ГССР прекратить за отсутствием в его действиях состава преступления».

## Творчество
В 1904 году в Ставрополе отдельным изданием был опубликован труд Т. М. Джапаридзе на соискание учёной степени кандидата исторических наук — «Влияние христианства на положение рабов в Римском государстве».
Регулярно публиковался в национально-демократической газете «Колхида» (в разные годы выходила с названиями — «Имерети», «Ахали Иверия» («Новая Иверия»), «Самшобло» («Родина»), «Чвени квекана» («Наша страна»)), которую основали в 1909 году группа кутаисской интеллигенции. В 1917 году Трифоном Джапаридзе в «Чвени квекана» («Наша страна») была опубликована статья о бесчинствах русских экхархов в Грузии, грабивших грузинские храмы и уничтожавших грузинское культурное наследие. В начале своей статьи он ссылался на такие же выводы, сделанные русским исследователем Н. Н. Дурново, автора труда «Судьбы Грузинской церкви», который печатался в газете «Русский стяг» с января по май 1908 года. Также в газете «Колхида» публиковались Димитрий Узнадзе, Кита Абашиде, Силован Хундадзе, Григол Гвелесиани, печатались произведения Акакия Церетели, Нико Лордкипанидзе, Дуту Мегрели.